# Хлопчатник барбадосский
Хлопчатник барбадосский, также Хлопчатник египетский (лат. Gossypium barbadense), — многолетний вид рода Хлопчатник семейства Мальвовые, имеющий волокна длиной 35—44 мм. Однако культивируется как однолетний. Чувствителен количеству осадков и морозу, однако способен выдержать температуру 15-38 °С. В составе имеется госсипол, который повышает стойкость растения к грибковым инфекциям. Впервые начал культивироваться на побережье Эквадора (3500—3000 гг. до н. э.), и в Перу (2500 гг. до н. э.). К 1000 г. до н. э. перуанские хлопковые коробочки были неотличимы от современных сортов. Пришедшие в Америку колонисты начали экспорт хлопка. К 1650-м годам Барбадос стал первой британской колонией в Вест-Индии, которая экспортировала хлопок в Англию и Европу. В начале XX века в Перу был выведен отдельный сорт хлопка Тангуис, на который приходится большая часть производства хлопка в стране (около 80 % в 2011 году). В настоящий момент используется для производства тканей, масел и в медицинских целях. Урожай собирается обычно через шесть месяцев после посева.

## Ботаническое описание
Вырастает до 3 м в высоту. Имеет жёлтые цветки и чёрные семена. Количество лопастей на листьях варьирует от 3 до 5. Плод имеет сферическую либо яйцевидную форму, 2-6 см длиной. Семена грушевидные, длиной 3,5-5 мм.

## Галерея

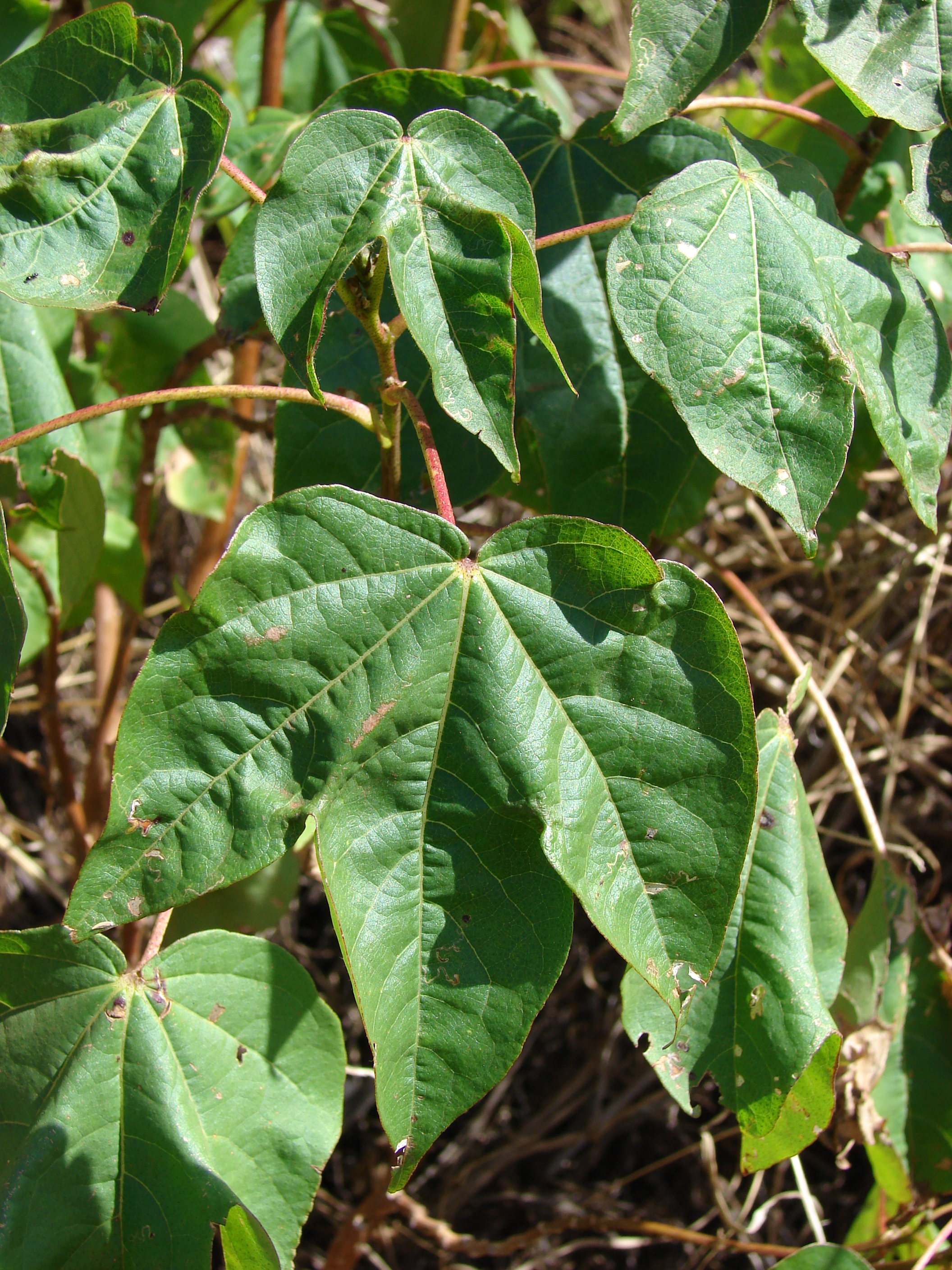
Листья
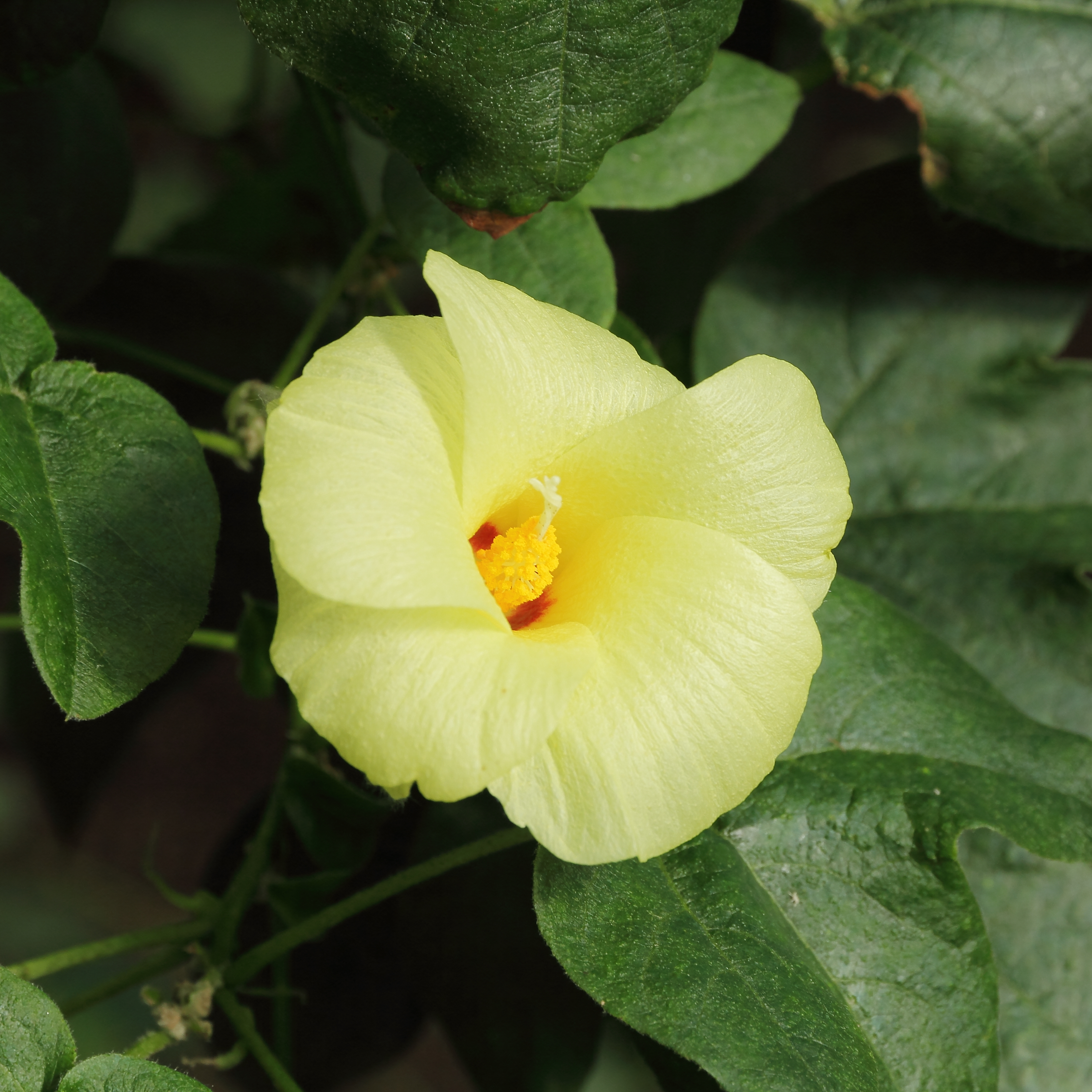
Цветок
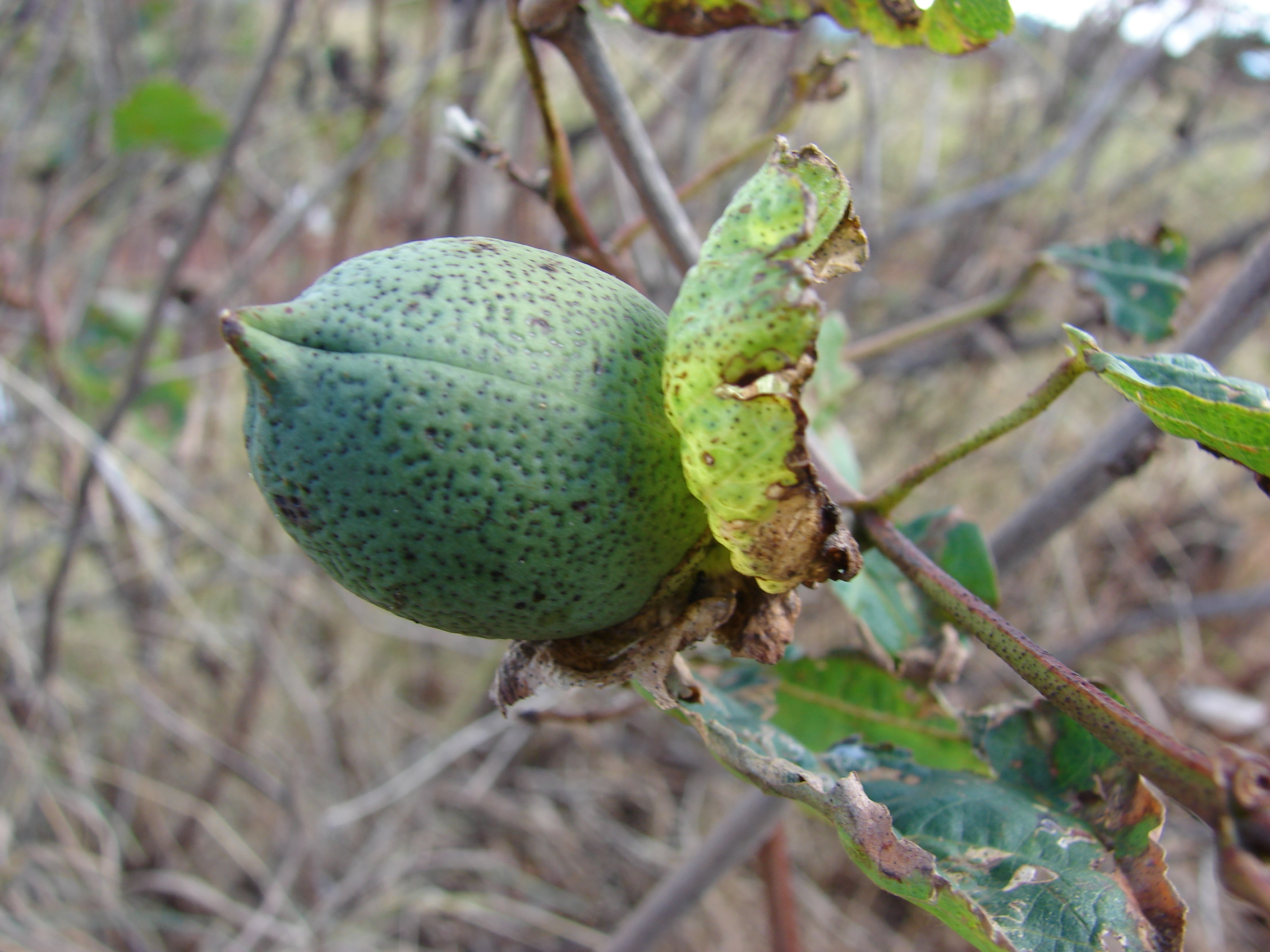
Незрелая коробочка
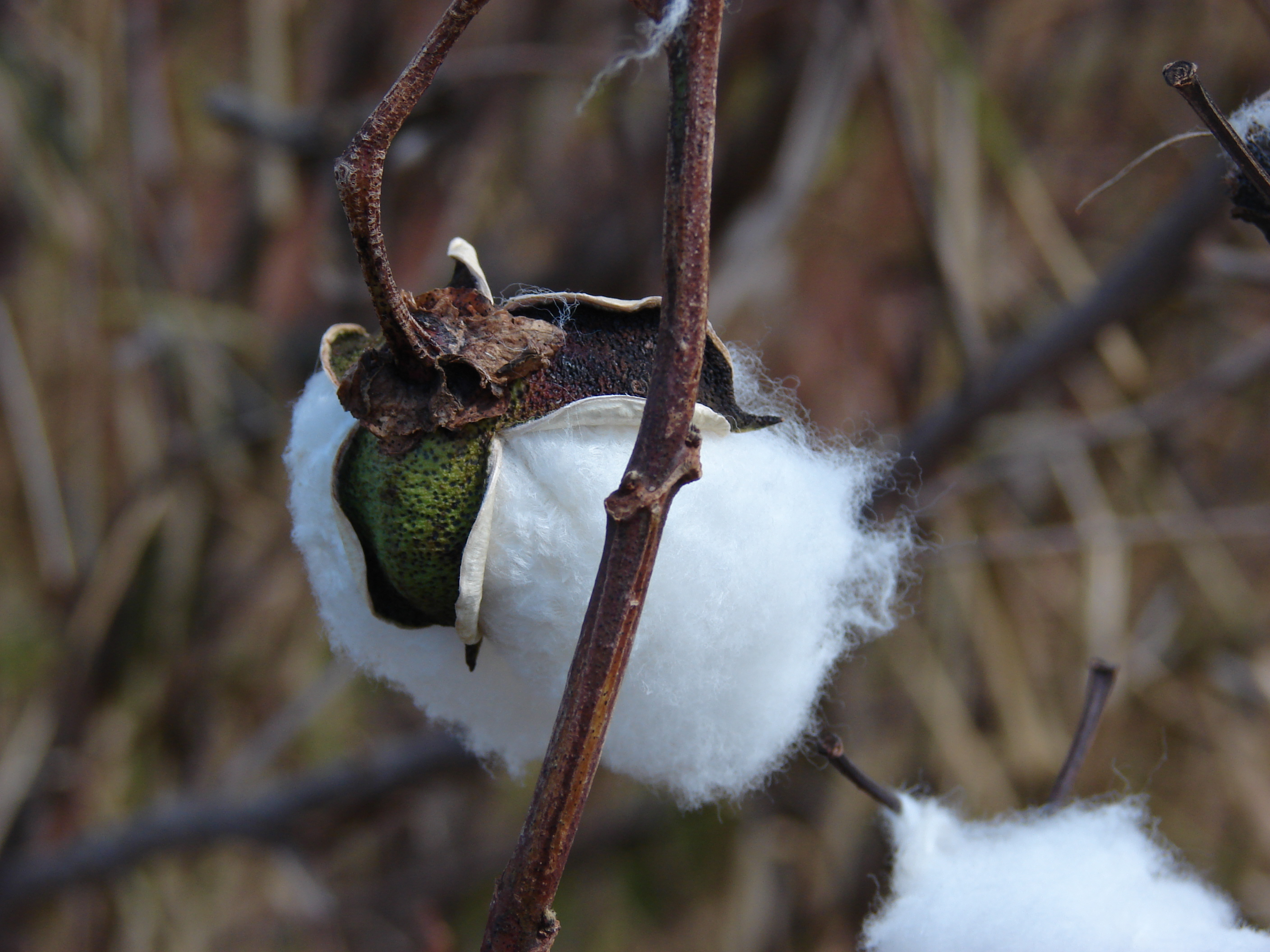
Раскрывшаяся коробочка